# 조칸지
조칸지(일본어: 浄閑寺)는 일본 도쿄도 아라카와구 미나미센주에 있는 절이다. 요시와라 유곽 근처에 있어서, 유녀의 나데코미데라로도 알려져 있다.